# Municipis Autònoms Rebels Zapatistes

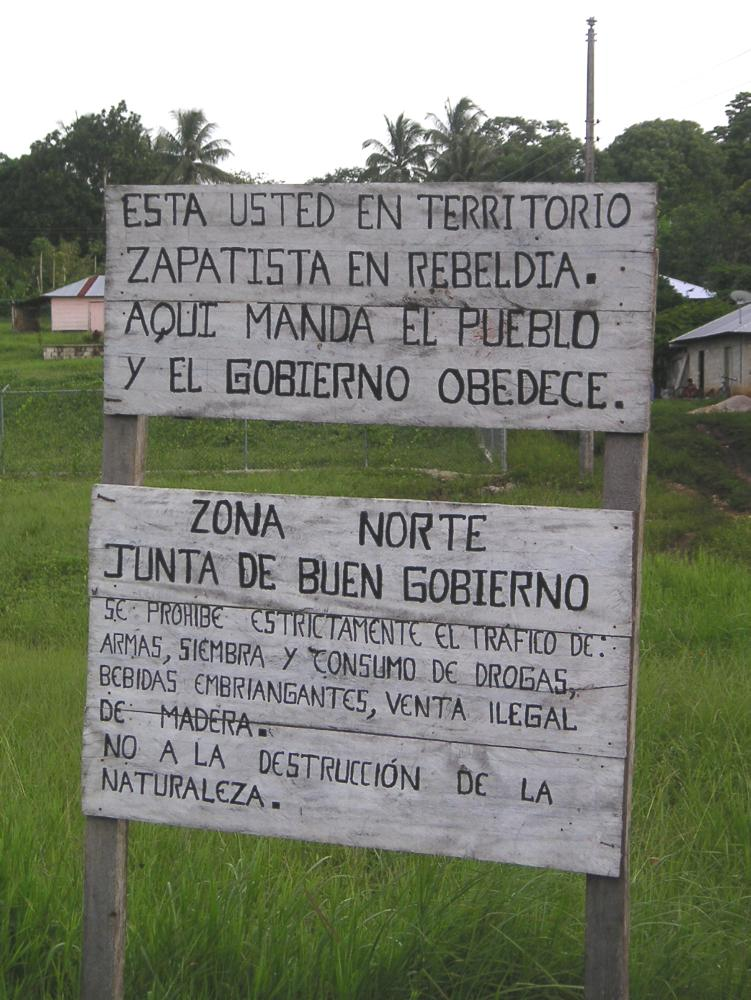
Rètol a l'entrada a la zona d'influència de l'EZLN.

Els Municipis Autònoms Rebels Zapatistes (MAREZ) són petits territoris sota control de les bases de suport zapatistes en l'estat mexicà de Chiapas, declarats al desembre de 1994. L'EZLN com a estructura militar diu no mantenir una participació en aquests espais de "acte govern", perquè diuen que en els seus principis no està la presa del poder, per la qual cosa cap comandament o membre del "Comitè Clandestí Revolucionari Indígena" pot ocupar càrrecs d'autoritat o govern en aquests espais.
Aquestes localitats, es troben dins dels municipis oficials, diverses fins i tot dins del mateix municipi com en el cas de San Andrés Larrainzar i Ocosingo. Els MAREZ es coordinen mitjançant Consells Autònoms i els seus principals objectius han estat promoure l'educació i la salut als seus territoris. També breguen amb problemes de terra, treball i de comerç, veuen assumptes d'habitatge i alimentació, promouen la cultura (sobretot, la llengua i les tradicions) i també s'encarreguen d'administrar justícia.

## Antecedents
Un grup armat, format en la seva gran majoria per indígenes del sud de Mèxic a Chiapas, es van rebel·lar en 1994, parcialment en resposta a la signatura del NAFTA o Tractat de Lliure Comerç d'Amèrica del Nord, reclamant les seves terres en el que van anomenar la "guerra contra l'oblit" de l'Exèrcit Zapatista d'Alliberament Nacional. Van establir així diverses localitats en rebel·lia que operen aparentment fora de la llei mexicana i en els que es té com a objectiu el desenvolupament local entre comunitats.

## Distribució
Des del 2003 els MAREZ es coordinen en agrupacions més petites denominades caracoles. Abans d'aquesta data en què es van implementar els caracoles, els neozapatistes van utilitzar el títol d'"aguascalientes" per anomenar el lloc on es va realitzar la Convenció Nacional Democràtica el 8 d'agost de 1994, convocada per l'EZLN, en al·lusió al lloc on es dugué a terme l'aliança dels exèrcits d'Emiliano Zapata i Pancho Villa el 1914.
| MAREZ | Caracol                                           | Nom anterior (Aguascalientes) | Grups indígenes                 | Zona i Municipis on es troben                                                |
| - General Emiliano Zapata - San Pedro de Michoacán - Libertad de los Pueblos Mayas - Tierra y Libertad                                                             | Madre de los caracoles del mar de nuestros sueños | La Realidad                   | tojolabals, tzeltals i mams     | Selva Fronteriza. "Ocosingo, Marques de Comillas"                            |
| - 17 de Noviembre - Primero de Enero - Ernesto Ché Guevara - Olga Isabel - Lucio Cabañas - Miguel Hidalgo - Vicente Guerrero                                       | Torbellino de nuestras palabras                   | Morelia                       | tzeltals, tzotzils i tojolabals | Tzots Choj Altamirano, Comitán                                               |
| - Francisco Gómez - San Manuel - Francisco Villa - Ricardo Flores Magón                                                                                            | Resistencia hacia un nuevo amanecer               | La Garrucha                   | tzeltals                        | Selva Tzeltal "Ocosingo, Altamirano"                                         |
| - Vicente Guerrero - Del Trabajo - La Montaña - San José en Rebeldía - La Paz - Benito Juárez - Francisco Villa                                                    | Que habla para todos                              | Roberto Barrios               | chols, zoques i tzeltals        | Zona Norte de Chiapas San Andrés Larrainzar, El Bosque, Simojovel de allende |
| - San Andrés Sacamch’en de los Pobres - San Juan de la Libertad - San Pedro Polhó - Santa Catarina - Magdalena de la Paz - 16 de Febrero - San Juan Apóstol Cancuc | Resistencia y rebeldía por la humanidad           | Oventic                       | tzotzils i tzeltals             | Altos de Chiapas, San Andrés Larrainzar, Teopisca.                           |
| Font: Hidalgo, Onésimo y Castro Soto, Gustavo. Cambios en el EZLN. CIEPAC, 2003.                                                                                   |                                                   |                               |                                 |                                                                              |

## Funcionament
Segons els simpatitzants del moviment, les lleis o normatives en les Municipalitats Autònomes Zapatistes o Municipis Autònoms Rebels no són passades per autoritats, sinó per "Juntas de Buen Gobierno" que intenten formar un govern participatiu mitjançant la coordinació dels representants de les comunitats. En diverses comunitats, les assemblees generals es fan per durada d'una setmana per decidir en diversos aspectes concernents a la comunitat. Les assemblees estan obertes a tots, sense una burocràcia formal. Les decisions fetes per les comunitats després són passades a delegats electes el treball dels quals és lliurar la decisió com a informació a una junta de delegats. Els delegats poden ser revocables i són també rotatius. D'aquesta manera, es pretén que la major quantitat de gent estigui en possibilitat d'expressar els seus punts de vista.

## Filiació política
Els neozapatistes no es proclamen adherits a una ideologia política específica més enllà de l'esquerranisme. No obstant això, el funcionament dels MAREZ marca algunes diferències programàtiques respecte a l'esquerra tradicional, reivindicant l'indigenisme d'inspiració zapatista i magonista amb aportacions del socialisme autogestionari, el marxisme autònom i l'anarquisme.